# Leptotogea variabilis
Leptotogea variabilis är en stekelart som först beskrevs av Gyöö Viktor Szépligeti 1908.  Leptotogea variabilis ingår i släktet Leptotogea och familjen brokparasitsteklar. Inga underarter finns listade i Catalogue of Life.